# 야마모토 안나
야마모토 안나(일본어: 山本 杏奈), 1997년 11월 30일~)는 일본의 걸 그룹 =LOVE의 멤버이자 리더이다. 여성 로컬 아이돌 유닛 SPL∞ASH의 전 멤버이다.

## 개요
초등학교 3학년일 때부터 액터즈 스쿨 히로시마에 다니기 시작한다.
2010년 9월 8일, SPL∞ASH(제1기생)로 데뷔하여 후에 리더로 취임되며 2016년 12월 8일에 그룹을 졸업한다.
2017년 4월 19일, 사시하라 리노와 요요기 애니메이션 학원이 공동으로 주최한 성우 아이돌 오디션에서 합격하며 12월 9일에 전국 악수회의 라이브 도중에 =LOVE의 리더 취임이 발표된다.
그룹에서의 담당 색상은 SPL∞ASH에서는 파란색, =LOVE에서는 노란색과 파란색이다.